# Kosteletzkya virginica
Kosteletzkya virginica är en malvaväxtart som först beskrevs av Carl von Linné, och fick sitt nu gällande namn av Presl och Samuel Frederick Gray. Kosteletzkya virginica ingår i släktet Kosteletzkya och familjen malvaväxter. Inga underarter finns listade i Catalogue of Life.

## Bildgalleri

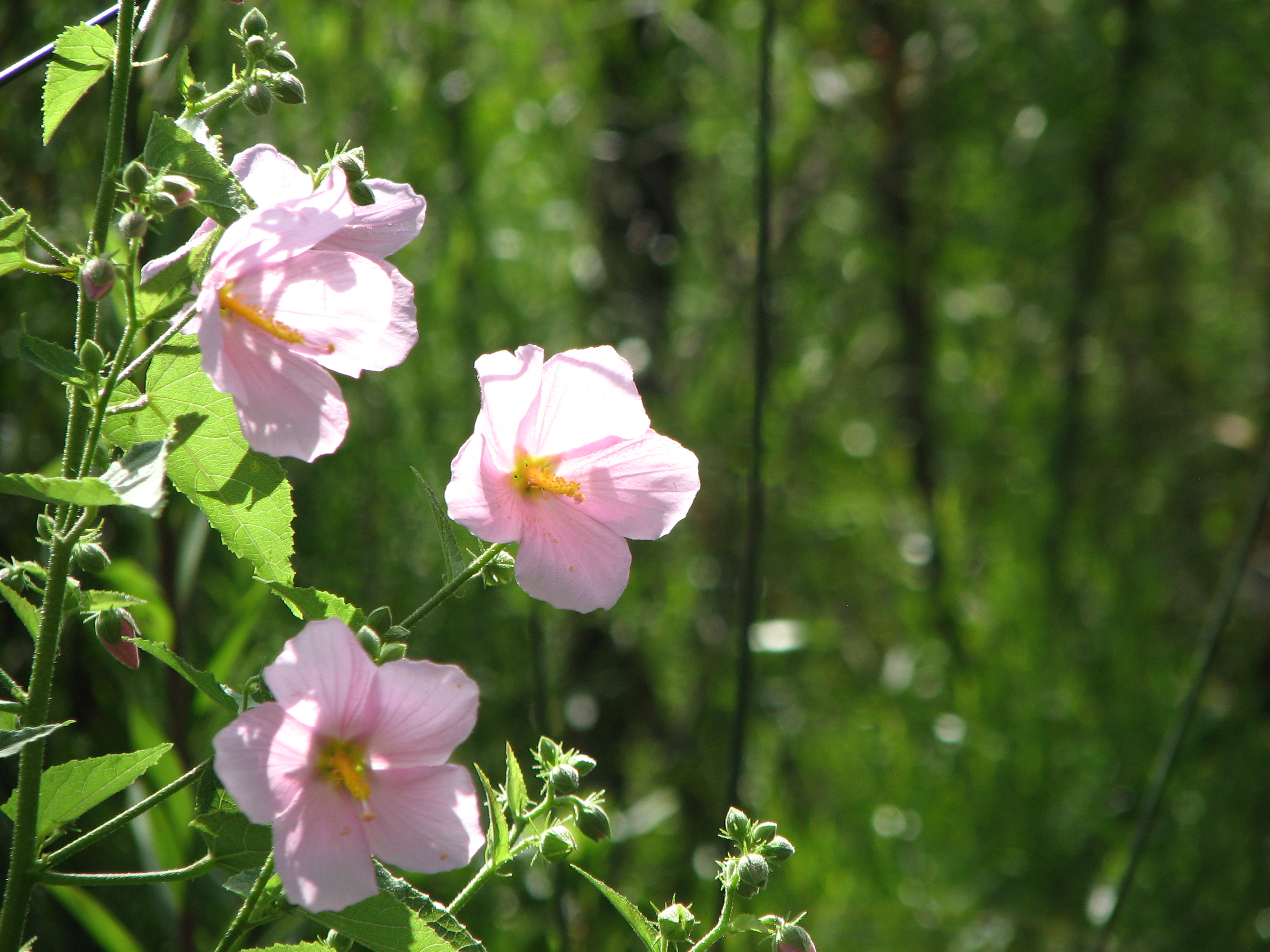
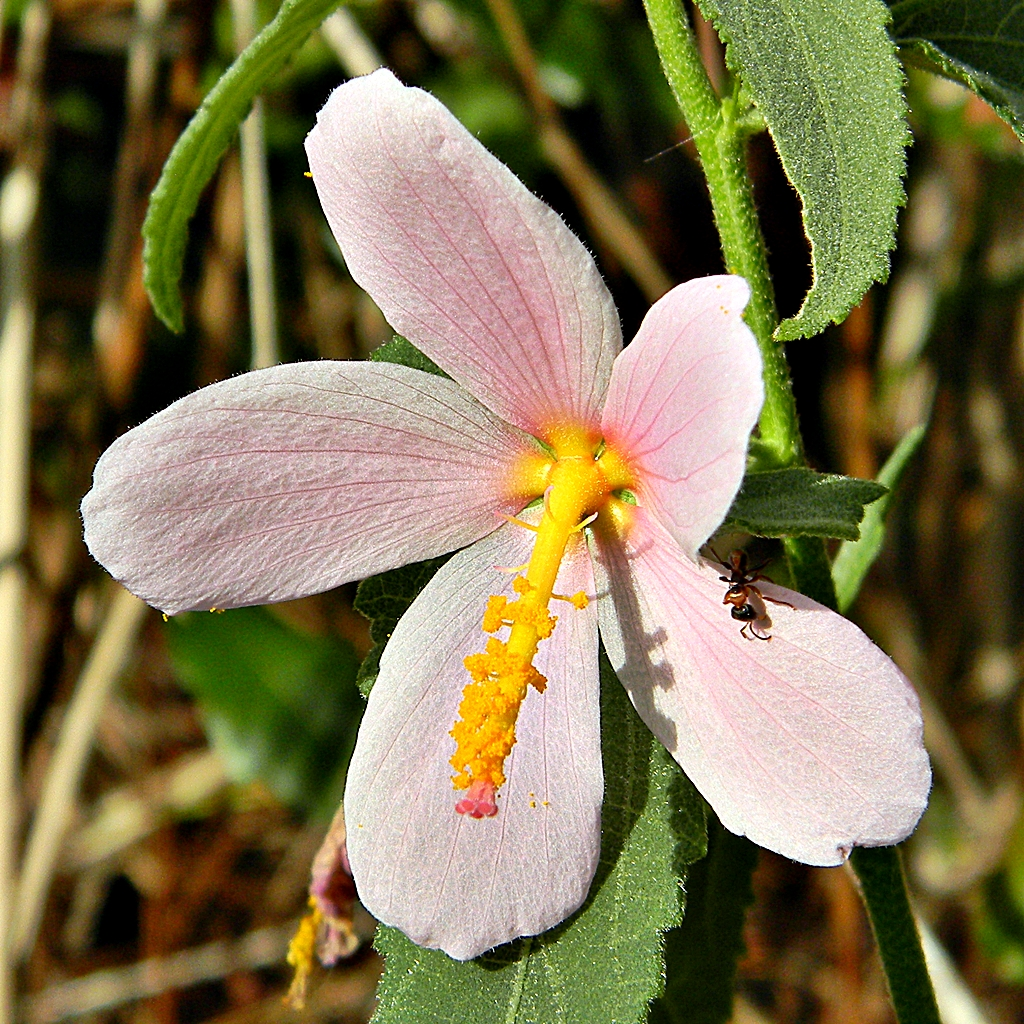
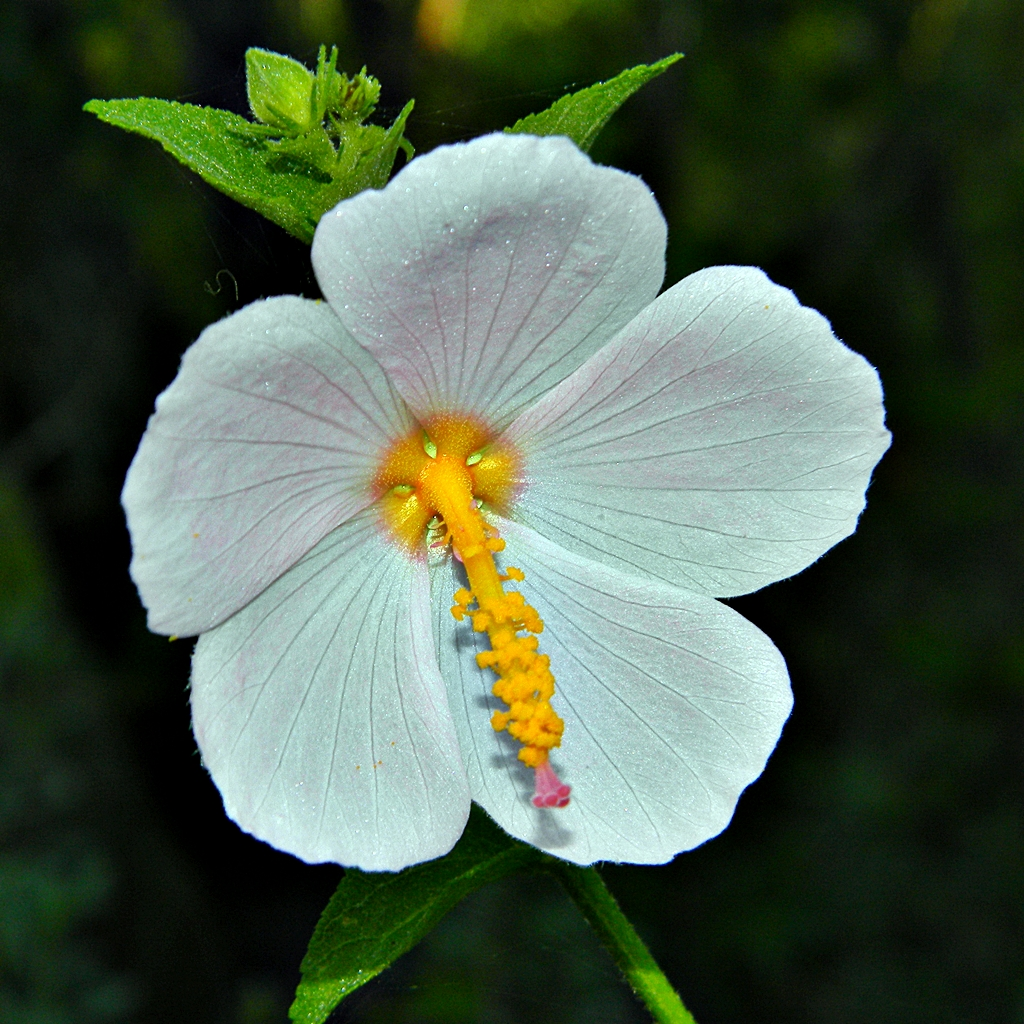
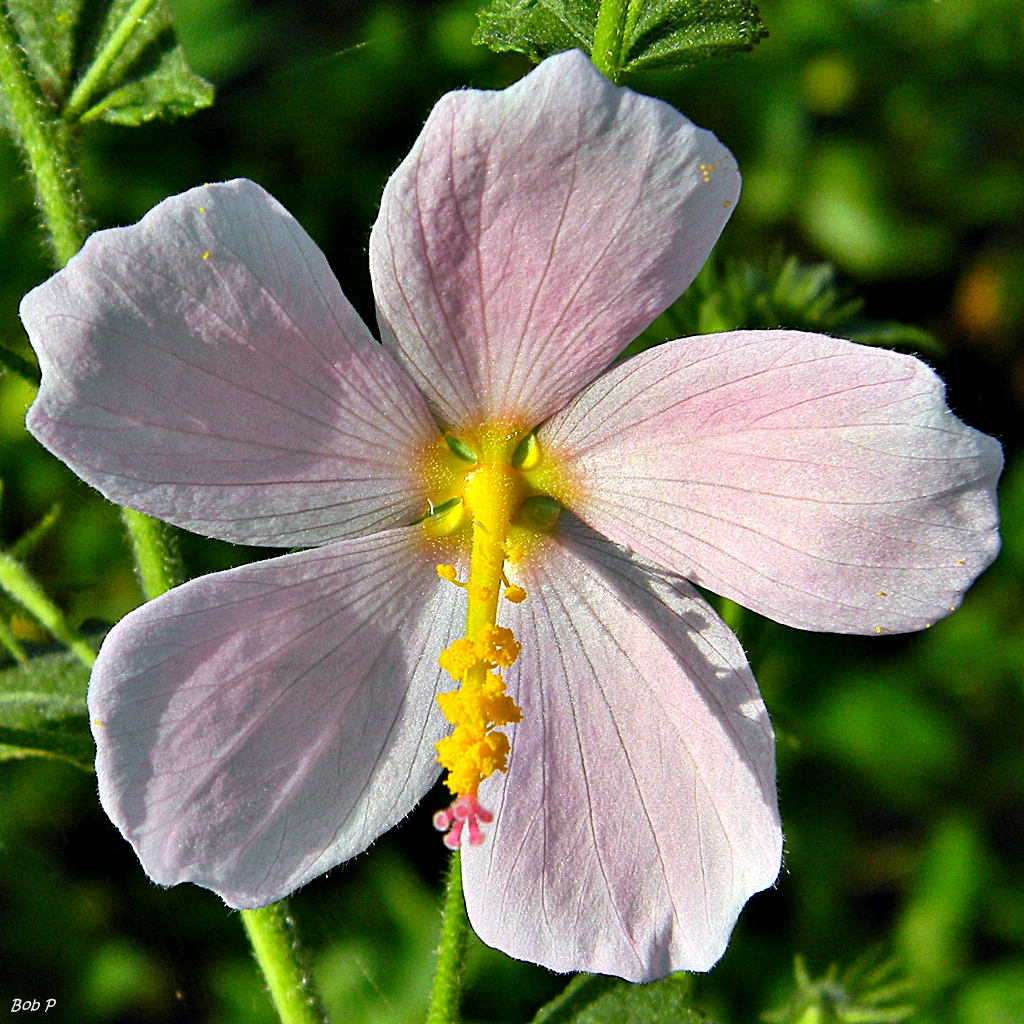
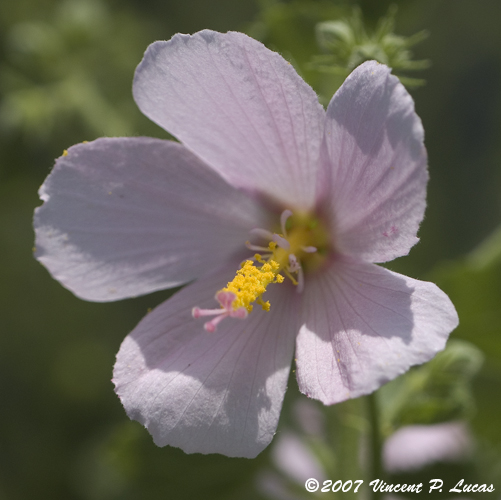
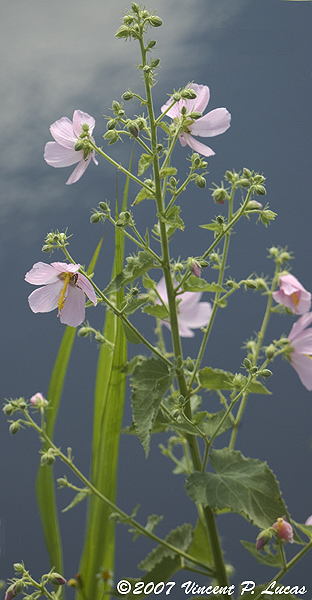